# The Dust Brothers
The Dust Brothers sono un duo di produttori musicali statunitensi fondato nella metà degli anni ottanta da E.Z. Mike e King Gizmo.

## Storia del gruppo
Entrambi nati a Los Angeles, hanno cominciato molto presto, già dalla metà degli anni ottanta, a produrre campionamenti nel loro studio situato nel centro della città californiana. I loro primi lavori costituiscono l'ossatura del celebre Paul's Boutique, il secondo album del gruppo di New York dei Beastie Boys, passato alla storia della musica hip hop per l'originalità delle basi musicali delle canzoni che compongono il disco.
Tra i loro lavori figura la colonna sonora del film Fight Club, diretto da David Fincher nel 1999. L'album venne pubblicato nei formati Standard Edition (da 16 tracce) e Special Edition (da 44 tracce). Negli anni successivi molti artisti si sono avvalsi della loro collaborazione; tra di essi si ricordano soprattutto:
- Beck, negli album Odelay, del 1996, e Guero, del 2005;
- Garbage, nel disco Bleed Like Me, del 2005;
- Korn, per i quali hanno realizzato il brano Kick the P.A., nella colonna sonora del film Spawn, del 1997;
- Linkin Park, nell'album Hybrid Theory del 2000 (con loro hanno scritto il testo di With You e realizzato gli effetti del brano).